# فیلتر میان‌گذر

پهنای باند سه دسیبل فیلتر میان‌گذر با استفاده از نمودار مطلق قدر تابع تبدیل بر حسب فرکانس به این صورت محاسبه می‌شود که فرکانس‌هایی را می‌یابیم که تابع انتقال به نیمی از توانش یا حدود ۰٫۷۰۷ اوجش رسیده باشد.

نمونه‌ای از یک فیلتر میان‌گذر با پیچیدگی متوسط

پالایهٔ میان‌گذر یا فیلتر میان‌گذر (به انگلیسی: Band-pass filter) دستگاهی است که فرکانسهای محدودۀ خاصّی را می‌گذراند و  فرکانس‌های خارج از آن محدوده را عبور نمی‌دهد؛ مثلاً می‌توان از فیلتر آنالوگ مدار RLC (مدار مقاومت R-سلف L -خازنC  موازی) نام برد.
این فیلتر نیز می‌تواند با ترکیب دو فیلتر فیلتر پایین گذر و فیلتر بالاگذر ایجاد شود.

## همچنین بخوانید
- فیلتر پایین‌گذر
- فیلتر بالاگذر
- فیلتر میان ناگذر

1. ↑  «پالایهٔ میان‌گذر» [مهندسی مخابرات] هم‌ارزِ «bandpass filter»؛ منبع: گروه واژه‌گزینی. دفتر یازدهم. فرهنگ واژه‌های مصوب فرهنگستان. تهران: انتشارات فرهنگستان زبان و ادب فارسی. شابک ۹۷۸-۶۰۰-۶۱۴۳-۴۵-۳ (ذیل سرواژهٔ پالایهٔ میان‌گذر)